# رع‌حتپ (شاهزاده)
رع‌حتپ شاهزاده‌ای مصری در دودمان چهارم مصر باستان و کاهن اعظم رع در هلیوپلیس بود. او به احتمال زیاد پسر فرعون سنفرو و همسرش بوده. زاهی حواس اما بر این باور است که حونی پدر او بوده‌است. نام او به معنای «رع خشنود است» می‌باشد.
القاب رع‌حتپ در کنار تندیسی از او و همسرش - یه به شکل بسیار جالبی سالم باقی مانده‌است - نوشته شده‌اند. او نه تنها کاهن رع بوده که مسوول اکتشافات و نظارت بر ساخت و ساز دربار نیز بوده.
برادر بزرگتر رع‌حتپ نفرماعت و برادر کوچکترش رانفر بوده‌اند. از آنجا که رع‌حتپ در جوانی درگذشت، برادر ناتنی‌اش خوفو به جانشینی سنفرو رسید. نام همسر رع‌حتپ نوفرت است.
آرامگاه رع‌حتپ مصطبه‌ای در می‌دوم است. نام و تصویر همسر و فرزندان او نیز در این مصطبه سنگ‌تراشی شده‌اند.

## نگارخانه

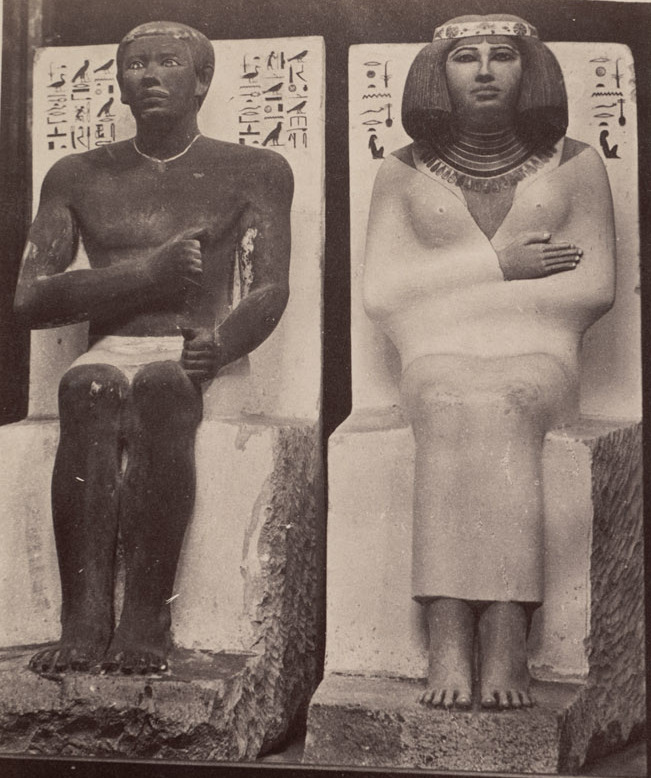
راهوتپ و نوفرت
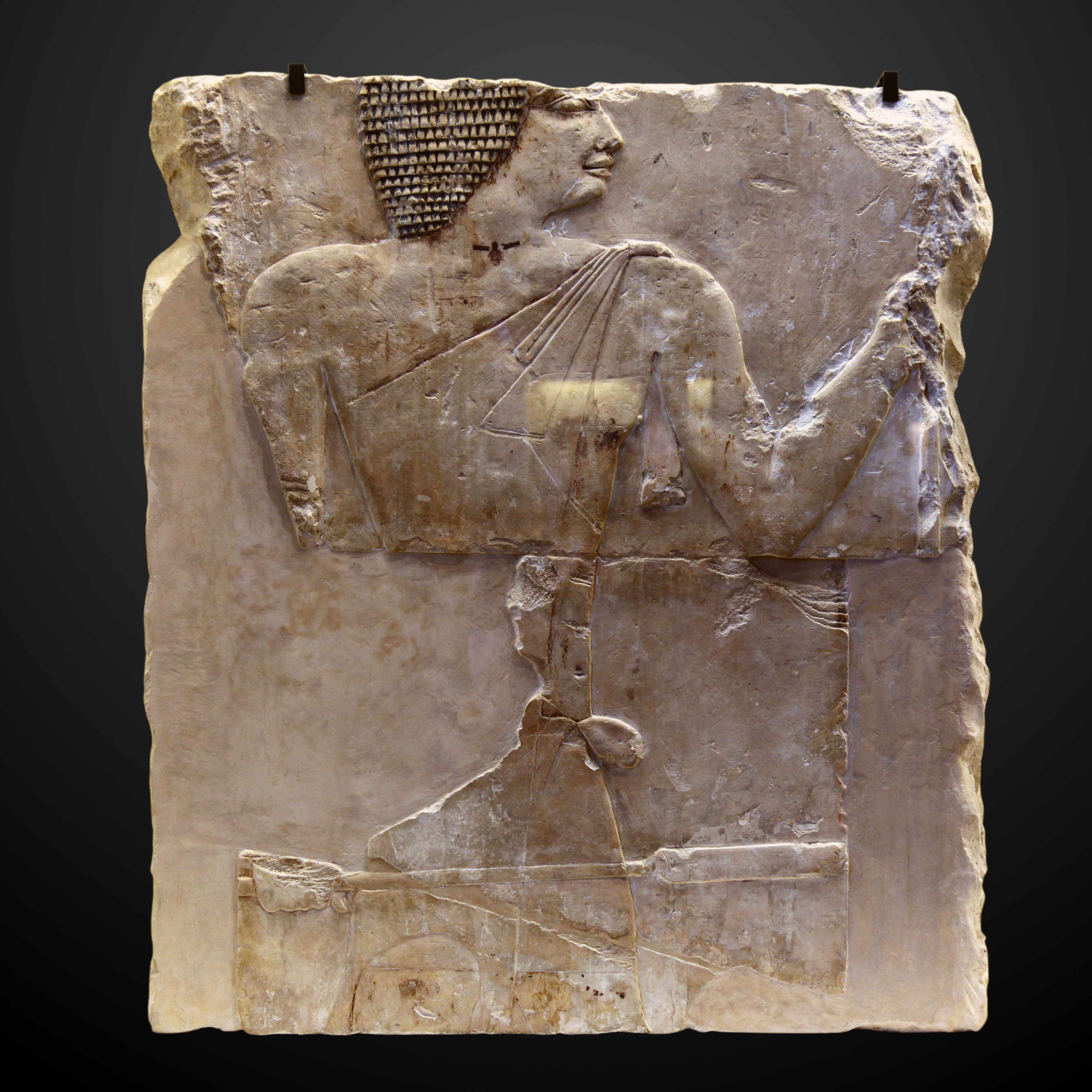
سنگ‌نگاره‌ای از راهوتپ که در مصطبه‌اش در می‌دوم پیدا شد، موزه لوور
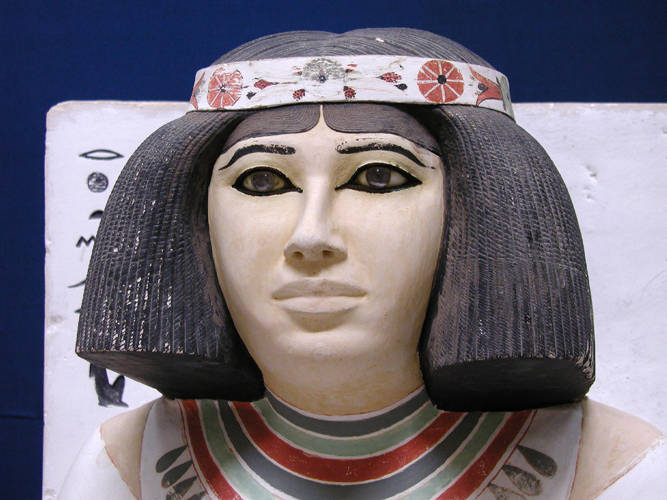
تندیس نوفرت، موزه مصر